# Asaphocrita protypica
Asaphocrita protypica är en fjärilsart som beskrevs av Edward Meyrick 1931. Asaphocrita protypica ingår i släktet Asaphocrita och familjen förnamalar. Inga underarter finns listade i Catalogue of Life.